# 고어습유
『고어습유』(일본어: 古語拾遺 코고슈이[*])는 헤이안시대의 신토 자료다. 인베노 히로나리가 대동 2년(서기 807년)에 편찬했다.

## 편찬 목적
두 가지 설이 있다.
첫번째는 수소진정서설(愁訴陳情書説)이다. 인베씨는 원래 조정에서 제사를 관장하는 씨족이었는데, 다이카 개신 이후 마찬가지로 제사를 관장하던 나카토미씨가 정치적 힘을 가지고 있었고, 제사에서의 역직 또한 나카토미씨가 독점하고 있는 상황이 되었다. 그래서 인베씨의 정통성을 회복하기 위해 이 책을 썼다는 것이 수소진정서설이다.
두번째는 조사보고서설(調査報告書説)이다. 인베씨와 나카토미씨는 이세신궁의 봉폐사 자리를 놓고 오랜 세월 다퉈왔는데, 이 책이 쓰이기 1년 전인 대동 원년 8월 10일에 인베씨가 승소하게 된다. 승소한 뒤에 진정서를 쓰는 것은 부자연스러우므로 수소진정서설은 설득력이 떨어진다. 당시 헤이제이 천황은 율령격식의 식(式, 시행령)을 제정할 방침이었다. 그래서 『고어습유』는 이 식 제정을 위한 조사보고서였을 가능성을 제기하는 것이 조사보고서설이다.

## 내용
- 서문
- 본문
  - 신대 고전승(神代古伝承)
  - 진무천황 이후의 고전승
  - 고전승에서 빠진 11개조
  - 토시가미(御歳神) 제사의 고전승
- 발문

천지개벽으로부터 헤이제이 연간(729년-749년)까지 기록되어 있다. 『고사기』나 『일본서기』 등 사서에는 보이지 않는, 인베씨에서만 전해진 전승도 기록되어 있다.
인베씨는 아메노 후토다마 신의 후손이라고 알려진 바, 『고어습유』에는 아메노 후토다마 등 인베씨의 조상신들의 활약이 기기보다 더 많이 기록되어 있다. 역대 천황에 대해서는 시조 진무천황만 드물게 한풍시호를 사용했다.
또한 천새(天璽)의 신기를 삼종의 신기가 아니고, 야타의 거울과 쿠사나기의 검만 이종의 신보(二種の神宝)라고 기술하고 있으며, “모(矛)와 구슬은 저절로 따른다”고 하는 등 기기와 다른 기술들이 있다.
이세신궁과 대상제의 조영(造営)을 인베씨가 맡지 못했으며, 진혼제에 사루메노 키미가 임명되지 않은 것 등, 신대 이래로 제사를 담당해 온 씨족들이 임용되지 못하고 다이카 개신 이래 나카토미씨가 벼슬을 독점해온 것에 의한 폐해를 기록한다.

## 영향 및 연구
『고어습유』는 『선대구사본기』, 『본조월령』, 『정사요략』, 『장관감문』, 『연중행사비초』, 『석일본기』 등에 인용되어 있어서, 신전(神典)으로서 중시되어 왔음을 알 수 있다.
안에이 2년(서기 1773년)에 나사 카츠타카가 『의재』(疑斎)를 저술했는데, 그 내용에서 『고어습유』는 “인베씨의 쇠폐(衰廃)함을 호소한 것에 지나지 않는다”고 비판하였다. 이에 대하여 모토오리 노리나가는 『의재변』을 저술하여 『고어습유』를 변호했다.
근대 이후로는 쇼와 3년(서기 1928년)에 츠다 소키치가 “집필 당시의 사료는 될 것이나, 기기 이전의 일을 알기 위한 사료로서는 가치가 없다”고 평가했다.
기기에 비해 중요성이 희박하다고 여겨져 왔으나, 근래 재평가되고 있다. 리츠더 폰슨비페인은 『고어습유』를 기기보다 더 중요시했다.